# Lista dos deputados provinciais da 20.ª legislatura de Santa Catarina
Lista dos deputados provinciais de Santa Catarina - 20ª legislatura (1874 — 1875).
| Nº | Deputado                                 | Votos |
| -- | ---------------------------------------- | ----- |
| 1  | Luís Pedro da Silva                      | 124   |
| 2  | Francisco Paulino da Costa e Albuquerque | 117   |
| 3  | Antônio Luís Ferreira de Melo            | 109   |
| 4  | Joaquim José Henriques                   | 106   |
| 5  | Genuino Firmino Vidal Capistrano         | 105   |
| 6  | Martinho Domiense Pinto Braga            | 104   |
| 6  | Francisco Xavier Caldeira                | 104   |
| 6  | José Feliciano Alves de Brito            | 104   |
| 9  | Quintino Francisco da Costa              | 103   |
| 10 | José Vicente de Carvalho Filho           | 102   |
| 10 | Hermelino Jorge de Linhares              | 102   |
| 12 | Virgínio da Gama Lobo                    | 101   |
| 13 | Leopoldino José da Silveira              | 95    |
| 14 | Rafael Faraco                            | 94    |
| 15 | José Ramos da Silva Júnior               | 80    |
| 16 | Manuel Luís do Livramento                |       |
| 17 | Antônio José de Bessa                    | 78    |
| 18 | João Pedro Xavier da Câmara              | 69    |
| 19 | Custódio José de Bessa                   | ?     |
| 20 | ?                                        | ?     |

| Nº | Suplentes convocados             | Votos |
| -- | -------------------------------- | ----- |
| 1  | Augusto Frederico de Sousa Pinto | ?     |